# Zhangixalus jodiae
Zhangixalus jodiae — вид жаб родини веслоногих (Rhacophoridae). Описаний у 2020 році.

## Назва
Вид названо на честь австралійської герпетологині доктора Джоді Роулі з Австралійського музею за її великий внесок у систематику земноводних Азії.

## Поширення
Ендемік В'єтнаму. Поширений в окрузі Куаньба провінції Хазянг на півночі країни.

## Опис
Тіло завдовжки 36,1–39,8 мм; голова такої ж дожини як і ширини; тильна поверхня голови і тіла зелена без плям; пахвовова западина кремова з великими чорними плямами, внутрішні частини стегна та черевна поверхня гомілки чорна з помаранчевими плямами; область нижньої щелепи сірувата, груди і живіт кремові.